# 23013 Carolsmyth
23013 Carolsmyth è un asteroide della fascia principale. Scoperto nel 1999, presenta un'orbita caratterizzata da un semiasse maggiore pari a 2,3999454 UA e da un'eccentricità di 0,1783586, inclinata di 3,10338° rispetto all'eclittica.